# ‘hours…’
Hours (стилизовано под ‘hours…’) — двадцать второй студийный альбом британского рок-музыканта Дэвида Боуи, первоначально выпущенный 21 сентября 1999 года через веб-сайт музыканта, BowieNet, а затем, в физическом формате, на лейбле Virgin Records (4 октября). Это был первый альбом известного артиста, доступный для скачивания через интернет. Сочинённый в качестве саундтрека к видеоигре Omikron: The Nomad Soul (1999), hours… стал последним совместным проектом Боуи и гитариста Ривза Гэбрелса, с которым музыкант сотрудничал на протяжении 1990-х. Запись пластинки происходила в середине 1999 года на студиях в Нью-Йорке и на Бермудах. По сравнению с экспериментальным характером других работ Боуи этого десятилетия, песни ‘hours…’ были сочинены в более традиционном стиле. Одна из песен, включённых в альбом, была написана фанатом музыканта, выигравшим конкурс организованным Боуи в конце 1998 года, он также записал бэк-вокал для этой композиции.
Дистанцируясь от экспериментальной структуры двух своих предшественников, музыка ‘hours…’ представляет собой поп-рок и арт-поп, напоминающий Hunky Dory (1971), продолжая исследование стилей и направлений затронутых в ранних работах Боуи. Тексты песен интроспективны, в них подробно рассматриваются такие темы, как крах отношений и факторы тревоги. Также присутствуют откровенно христианские темы, что отражено в обложке. Вдохновлённая Пьетой (западноевропейское название темы оплакивания Иисуса Христа), она изображает коротковолосого Боуи периода Earthling, отдыхающего в объятиях длинноволосой, более юной версии музыканта. В название (рабочей версией которого было «The Dreamers»), обыгрывается слово «наш».
Выпущенный при поддержке нескольких синглов, попавших Top-40 британского чарта, ‘hours…’ достиг 5-го места на родине музыканта, однако стал первым его альбом не попавшим в Top-40 хит-парада Billboard 200, впервые с 1972 года. ‘hours…’ получил смешанные отзывы от критиков, многие из них хвалили отдельные треки, но критиковали альбом в целом, это мнение разделяли ретроспективные рецензенты и биографы музыканта. В поддержку альбома организовывалось турне и различные выступления на телевидении. Согласно ретроспективным рейтингам дискографии музыканта Hours считается одной из самых слабых его работ. В 2004 году альбом был переиздан с бонус-треками. В 2021 году его ремастированная версия была включена в бокс-сет Brilliant Adventure (1992–2001).

## Предыстория
Поддерживая внимание СМИ на протяжении 1997 года, Дэвид Боуи отошёл от медийной шумихи в 1998-м, по большей части посвятив себя деятельности, не связанной с музыкой, такой как создание собственного веб-сайта BowieNet. Тем не менее, музыкант продолжал сочинять материал и сниматься в фильмах. Помимо микширования концертного альбома венцующего Earthling Tour, выпущенного в 1999 году под названием LiveAndWell.com, его единственной записью 1998 года стала кавер-версия песни Джорджа и Айры Гершвинов «A Foggy Day in London Town», которая была включена в сборник Red Hot + Rhapsody: The Gershwin Groove. Тогда же Боуи помирился со своим бывшим соавтором Тони Висконти.
В конце 1998 года Боуи принял предложение написать саундтрек к предстоящей видеоигре Omikron: The Nomad Soul, разрабатываемой студией Quantic Dream при поддержке Eidos Interactive. Сценарист и режиссёр проекта, Дэвид Кейдж, выбрал Боуи из списка звёзд, в который также входили Бьорк, Massive Attack и Archive. По словам биографа Николаса Пегга, проект заинтересовал Боуи из-за его буддийского подтекста, отметив, что когда персонаж умирал, он или она перевоплощались. Помимо сочинения музыки, Боуи появился в игре в виде персонажа по имени Боз, а также в роли вокалиста группы выступающей в барах Омикрон-Сити (наряду с гитаристом Ривзом Гэбрелсом и басисткой Гейл Энн Дорси). Жена музыканта, Иман, стала прообразом персонажа, в которого мог перевоплотиться игрок.

Проект Omikron стал отправной точкой для следующего альбома Боуи. В период с конца 1998 по начало 1999 года, он записал большое количество песен вместе с Гэбрелсом, некоторые из которых были написаны для видеоигры, а другие для сольного альбома гитариста, в том числе «Survive», «The Pretty Things Are Going to Hell» и би-сайд «We All Go Through». В отличие от экспериментальной структуры предыдущих работ Боуи этого десятилетия, песни были сочинены в более традиционном стиле, напоминающим его записи середины 1980-х. Артист пояснял: «Мы мало экспериментировали. Большая часть материала была сочинена незамысловатым способом». Львиная доля демозаписей была написана на гитаре, за исключением «Thursday’s Child» и «The Dreamers» сочинённых с использованием клавишных. По словам Габрелса, Omikron заложил музыкальное направление для всех песен, уточнив: 
Во-первых, мы сели и написали песни, используя только гитару и клавишные, прежде чем отправиться в студию. Во-вторых, персонажи, в которых мы перевоплотились в игре, исполняя песни, являются уличными / протестными музыкантами, и поэтому им подходил более авторский материал. И, наконец, наш материал, контрастировал со всей этой заурядной дрянной индастриал-металлической музыкой, которая царствовала в тот период.
В 1999 году, во время пресс-конференции Quantic Dream на E3, Боуи сказал, что его главным приоритетом было наполнить игру «эмоциональным подтекстом», и он расценил результат как успех. В Omikron были включены (в том или ином виде) все песни фигурирующие на ‘hours…’, за исключением «If I’m Dreaming My Life», «Brilliant Adventure», «What’s Really Happening?» и «We All Go Through», а также различные инструментальные композиции, некоторые из которых впоследствии были доработаны для выпуска в качестве би-сайдов.

## Запись
После того, как Боуи закончил работу с группой Placebo (записав дополнительный вокал для их песни «Without You I’m Nothing»), весной 1999 года, он отправился с Гэбрелсом в студию Seaview Studios на Бермудских островах (музыкант проводил там большую часть времени после того, как продал дом в Швейцарии) в апреле, чтобы начать запись. Вдвоём они проделали большую часть работы самостоятельно. За исключением аранжировщика Марка Плати и барабанщика Стерлинга Кэмпбелла, которые участвовали в записи Earthling (1997) и Outside (1995) соответственно, Боуи собрал совершенно новый аккомпанирующий состав. Помимо барабанщика Майка Левеска, в число дополнительных музыкантов входили: перкуссионист Эверетт Брэдли («Seven»), ритм-гитарист Крис Хаскетт («If I’m Dreaming My Life») и басист Маркус Солсбери («New Angels of Promise»). Первоначально Боуи хотел привлечь R&B-трио TLC для записи бэк-вокала к песне «Thursday’s Child», но Гэбрелс выступил категорически против этой идем. Вместо них гитарист позвал свою подругу Холли Палмер, которая впоследствии присоединилась к гастрольной группе Боуи.
В конце 1998 года Боуи объявил на своём сайте (BowieNet) песенный конкурс, претендентам нужно было сочинить текст для незаконченной композиции «What’s Really Happening?». Победитель получал шанс прилететь в Нью-Йорк, чтобы понаблюдать за её записью. Призёр конкурса был объявлен в январе 1999 года — им стал уроженец Огайо Алекс Грант, 24 мая 1999 года он прибыл в Нью-Йорк где понаблюдал в студии процесс записи вокала и добавления наложений, мероприятие транслировалось в прямом эфире на BowieNet. Боуи предложил Гранту добавить в песню свой бэк-вокал, впоследствии отмечая: «Для меня самым приятным моментом вечера было то, что я смог подтолкнуть Алекса и его приятеля Ларри спеть написанную им песню». Плати высоко оценил эту идею в интервью биографу Марку Спитцу, заявив, что «это был новый способ сближения со своими поклонниками».
По словам Плати, запись Hours проходила в более расслабленной обстановке, а сам Боуи вёл себя более сдержано по сравнению с интенсивными сессиями Earthling. В разговоре с биографом Дэвидом Бакли он упомянул неторопливые беседы с Боуи и Гэбрелсом, на актуальные темы того времени, такие как интернет. Тем не менее между Боуи и Гэбрелсом возникли разногласия, в первую очередь по поводу музыкального направления альбома. Гэбрелс хотел сделать продолжение Earthling, как это было со схожими по стилю Ziggy Stardust (1972) и Aladdin Sane (1973). Позднее гитарист вспоминал, что изначально Hours звучал по-другому, сравнивая его с Diamond Dogs (1974). Он также был разочарован привлечением к работе Плати и пренебрежением такими песнями, как «We All Go Through» и «1917», до статуса би-сайдом. Согласно данным О’Лири, альбом был завершён к июню.

## Музыкальный стиль и тематика песен
«В целом, тексты на этом альбоме очень упрощённые, простые вещи, я как мне кажется, но выражены довольно сильно. Музыка, которую мы написали для них, — это скорее вспомогательная музыка — она не создаёт двух из трёх независимых пластов».
‘hours…’ ознаменовал отход Боуи от экспериментального характера двух его предыдущих работ. Названный Плати «анти-Землянином», он представляет собой стиль, более похожий на акустические и традиционные музыкальные текстуры Hunky Dory (1971). По мнению писателя Джеймса Пероне, звучание пластинки напоминает фолк, соул и рок 1960-х, в то время как ретроспективные комментаторы классифицировали её как поп-рок и арт-поп.
Альбом очень эклектичен в тематическом плане. Биографы артиста анализировали его содержание как отражающее отношение музыканта к собственной смертности. Названный Пероне «религиозным альбом Боуи», лонгплей содержит откровенно христианские темы, которые последний раз затрагивались артистом в композиции Station to Station «Word on a Wing» (1976); так, он включает парафразы из Библии и поэзии Джона Донна, а также многочисленные упоминания о жизни и смерти, рае и аде, «богах», «песнопениях» и «ангелах». Кроме того, важной частью «Thursday’s Child» и «Seven» является число семь. Пероне отмечал: «Число, управляющее переходом дней в слова, фигурирует в нескольких видах. Слушатель остаётся с ощущением, что не только течение времени контролируется какой-то неопределимой высшей силой, но, возможно, события чьей-то жизни».

Лейтмотивом всех песен является самоанализ: «Something in the Air» и «Survive» исследуют тему крушения отношений, «If I’m Dreaming My Life» и «Seven» ставят под сомнение надёжность человеческой памяти, в свою очередь «What’s Really Happening?», «The Dreamers» и «The Pretty Things Are Going to Hell» отражают беспомощность возраста, с высоты прошедших лет. Боуи так объяснял выбранную им тематику: «Я хотел передать своего рода универсальную атмосферу тревоги, которую испытывают многие люди моего возраста. Можно сказать, что я пытался написать несколько песен для моего поколения». Из-за ретроспективного характера материала некоторые комментаторы задались вопросом, являлся ли альбом автобиографичным. Боуи прояснил эту версию журналу Uncut: 
Это более личное произведение, но я бы не стал утверждать, что оно автобиографично. В некотором смысле, это самоочевидно, что это не так. Я также не стану говорить, что оно о вымышленном «герое», поэтому должен быть аккуратен. Это фантазия. Прообразом для этого альбома, очевидно, был человек изрядно разочаровавшийся. Он не счастлив. А я невероятно счастливый человек! … Я пытался уловить элементы чувств, которые одолевают людей моего возраста … В альбоме не так много концепций. На самом деле это просто набор песен, но я думаю, что одна из связующих их форм заключается в том, что они повествуют о человеке, оглядывающемся на свою жизнь [с высоты прожитых лет].

### Содержание песен
Открывающая альбом R&B-композиция «Thursday’s Child» задаёт интроспективное настроение всей пластинке, отражая тему оптимизма. Её название было навеяно автобиографией Эрты Китт, а содержание посвящено персонажу, «рождённому вне [своего] времени», который видит надежду на будущее. «Something in the Air» содержит многочисленные музыкальные и текстовые отсылки к прошлым работам Боуи, от «All the Young Dudes» (1972) до «Seven Years in Tibet» (1997). Песня анализирует крах отношений и, по словам Боуи, «является, вероятно, самым трагическим произведением альбома». В свою очередь, самой «Survive» считается самой любимой песней Боуи с этой пластинки . В музыкальном плане она сильно напоминает стиль Hunky Dory, а в лирическом, по словам Шпица, посвящена «гложащим [автора] угрызениям». Женский персонаж абстрактен; по словам О’Лири, «это филлер, используемый страдальцем чтобы оправдать потерю своего потенциала». По мнению Пегга, самый длинный трек альбома, «If I’m Dreaming My Life», представляет собой «напыщенную интерлюдию» между «Survive» и «Seven». Как и в других песнях альбома, его текст касается отношений. По мнению Шпица, эта «растянутая» композиция, «второстепенна в музыкальном плане», но тематически соответствует альбому.
Подобно «Thursday’s Child», в «Seven» (названной Боуи «песней о настоящем») дни недели используются в качестве «указателей времени». Музыкант отклонил версию о автобиографичности песни из-за включения в неё образов матери, отца и брата, сказав Дэвиду Куантику из журнала Q : «Они не обязательно мои мать, отец и брат, это как ячейка общества». «What’s Really Happening?» — первая из двух наиболее тяжёлых по звучанию композиций, выделяется на фоне тоскливого характера предыдущих треков. В названии песни обыгрывается «недоверие к реальности и памяти», в то время как текст Гранта соответствует общей «хронометрической» концепции. По словам О’Лири, изначально её планировали сделать эксклюзивом для подписчиков BowieNet. «The Pretty Things Are Go to Hell» — «самая рокерская песня» пластинки. Бакли и Дэйв Томпсон считают, что её стиль восходит к периоду увлечения Боуи глэм-роком в начале 1970-х. Само название песни напоминает материал той эпохи, в частности из альбомов Hunky Dory и Pin Ups, а также Raw Power группы The Stooges, который микшировал Боуи. Текст песни перекликается с темами, ранее затронутыми артистом в «Changes» (1971), а также «Teenage Wildlife» и «Fashion» (1980) из альбома Scary Monsters. Пероне считает, что она была чем-то вроде противовеса позитивизму «Thursday’s Child». Первоначально песня была выпущена в виде ремикса для саундтрека фильма «Стигматы» (1999); эта же версия фигурировала в видеоигре Omikron.
В музыкальном и лирическом плане «New Angels of Promise» перекликаются с берлинской трилогией Боуи конца 1970-х, в частности с песней «Sons of the Silent Age» (1977). Концепция произведения отражает христианские темы обрамляющие всю пластинку, поскольку «ангел обетования» — это ангел, который, по словам О’Лири, «возвещает завет с Богом». Первоначально называвшаяся «Omnikron», она неоднократно фигурировала в одноимённой видеоигре. «Brilliant Adventure» представляет собой короткий инструментальный трек с японскими мотивами, восходящий к альбому «Heroes» (1977), в частности, к его инструментальным произведениям «Sense of Doubt» и «Moss Garden». Как и в предыдущем треке в нём можно услышать японское кото. По мнению Пероне, он не соответствует концепции/теме альбома, в свою очередь О’Лири считает, что он связывает два трека, между которыми расположен. Содержание «The Dreamers» посвящено путешественнику, который уже прошёл пик своей жизни. Как и другие песни пластинки, в музыкальном плане песня напоминает прошлые работы Боуи. В Omikron звучит её «облегчённая» версия. По мнению О’Лири, композицию выделяет качество присущее демоверсиям, отмечая «резкую структуру аккордов, меняющийся ритм [и] длинную коду» её мелодии.

## Обложка

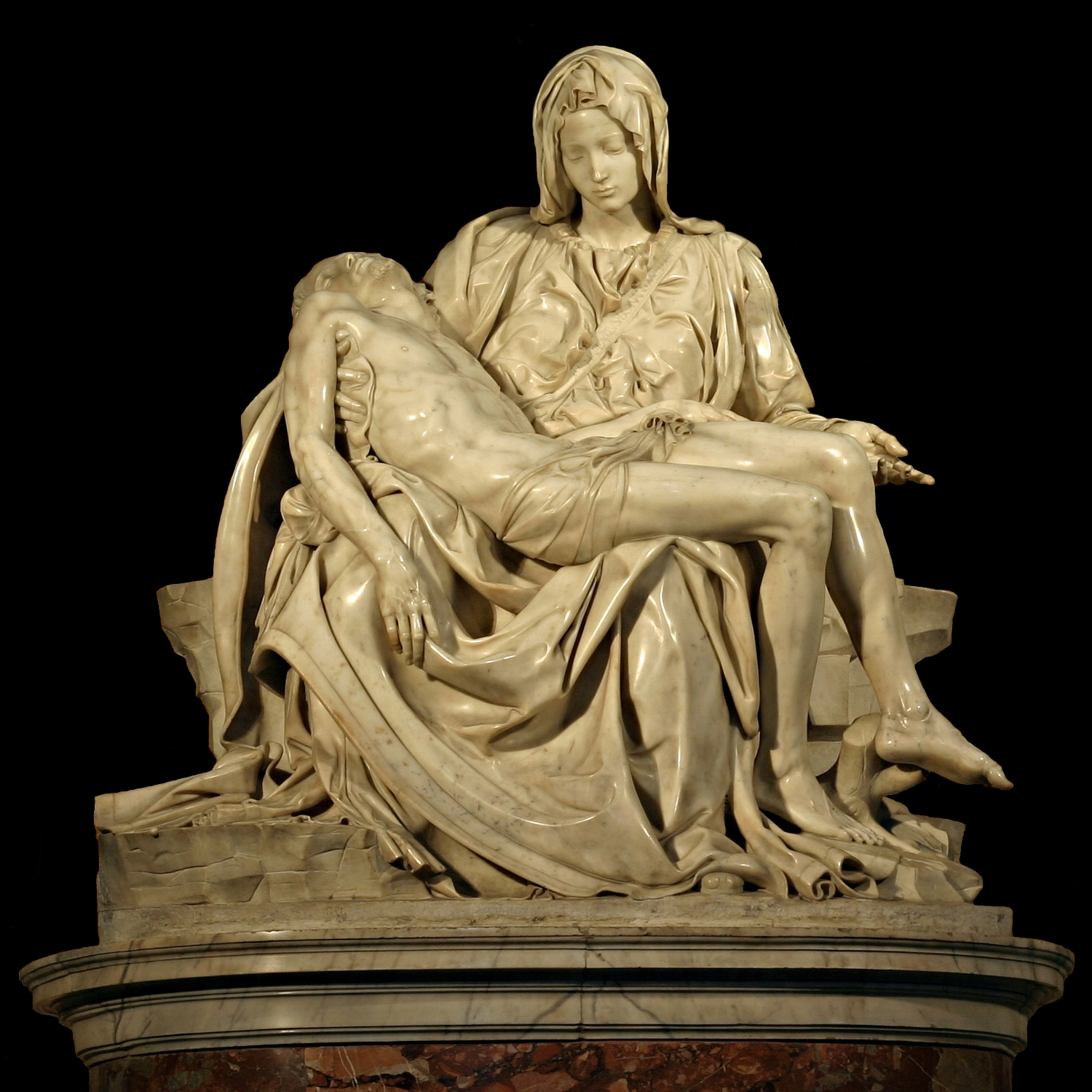
Обложка была вдохновлена Пьетой, на которой изображена Дева Мария, баюкающая мёртвое тело Иисуса

На обложке ‘hours…’ изображён изнурённый коротковолосый Боуи, отсылающий к имиджу музыканта из альбома Earthling, отдыхающего в объятиях длинноволосой, более молодой версии артиста. Иллюстрация, отражающая христианскую тематику, была вдохновлена Пьетой, на которой изображена Дева Мария, баюкающая мёртвое тело Иисуса. Боуи признал эту отсылку, пояснив: «Поскольку я больше не хотел носить платье, мы сделали её [Марию] мужчиной. Её можно интерпретировать как жизнь и смерть, прошлое и настоящее». В свою очередь Пегг трактовал концепцию обложки как смену этапов карьеры музыканта (от Earthling к новому). На задней стороне обложки изображён змей рядом с тремя копиями Боуи, которые, по словам Пегга, олицетворяли «Грехопадение человека: Адам, Ева и центральная фигура Бога», образуя тему «Грехопадения и искупления». Первые тиражи альбома имели лентикулярную версию обложки, придающую изображению трёхмерный эффект.
Обложка была создана фотографом Тимом Бретом Дэйем в студии Big Sky Studios (Лэдброк-Гроув, Западный Лондон). Брет Дэй также подготовил изображение, где Боуи горит на распятии; этот снимок был включён в буклет компакт-диска. Фотограф рассказывал: «Мы сфотографировали Боуи, сделали на его основе модель и добавили языки пламени… Ли Стюарт сделал все остальное на этапе постпродакшна», воспроизведя концепцию «сожжение всех мостов». Графический дизайнер Рекс Рэй разработал для обложки типографику, в которой буквы и цифры поменялись местами, образуя штрих-код. Обложка получила негативные отзывы, биограф Пол Трынка назвал её «неуклюжей комбинацией сумбурного дизайна и слащавости». Дэвид Саклла из Consequence of Sound согласился, заявив: «Эта наиболее осовремененная обложка Боуи, сделанная артистом, которому в то время было за 50, своей небрежностью слегка контрастирует с фактическим содержанием пластинки».
Боуи заявил, что название было задумано как игра слов — «hours/ours» («часы»/«наш»), по словам Бакли, под «нашим» подразумевался «альбом с песнями для [людей] его поколения». Предварительным названием пластинки было — The Dreamers, которое поменяли после того, как Гэбрелс заявил, что оно вызывает у него ассоциации с альбомами Мэрайи Кэри или Селин Дион, а также со словосочетанием Freddie and the Dreamers. Впоследствии комментируя название лонгплея Боуи заявил: «[Он] о размышлениях о прожитом времени … о том, сколько осталось жить [и] о совместном опыте». Николас Пегг сравнивал название альбома с «Книгой часов», средневековым томом, посвящённым концепции разделения дня на канонические часы, которые нужно посвящать молитвам.

## Выпуск
«Боуи начал взаимодействовать с сетью на заре становления интернета. Он был очень дальновиден, так как [одним из первых] понял, какая сил заключается в глобальной паутине; несмотря на то, что тогда она ещё не достигла своей критической массы по количеству [юзеров], [музыкант] определённо осознавал потенциал её охвата и мощи».
6 августа 1999 года Боуи начал публиковать 45-секундные фрагменты песен из ‘hours…’ на сайте BowieNet, вместе с аннотациями к каждой из них, после чего, в сентябре, опубликовал обложку альбома, которая первоначально была скрыта заглушкой — изображение раскрывалась квадрат за квадратом. 21 сентября ‘hours…’ был опубликован на сайте целиком, альбом был доступен для скачивания, что сделало Боуи первым крупным артистом, выпустившим свою пластинку через интернет. Музыкант отмечал: «Я надеюсь, что этот маленький шаг подтолкнут меня и других [артистов] развивать это направление, в конечном счёте предоставив потребителям более широкий выбор и более лёгкий доступ к музыке, которая им нравится». Британский ритейлер HMV отреагировал негативно: «Если артисты выпускают альбомы в Сети до того, как другие люди смогут купить их в магазинах, это не равные правила игры. Записи должны быть доступны всем одновременно, и не у всех есть доступ к Интернету», подчеркнув «Маловероятно, что мы будем продавать записи упомянутого артиста. Ритейлеры этого не потерпят». Тем не менее, Бакли так комментировал интернет-релиз музыканта: «Боуи точно предвидел революцию в музыкальной индустрии, которая случится благодаря „цифровому“ поколению [потребителей]».
Песня «Thursday’s Child» была выпущена в качестве ведущего сингла, 20 сентября 1999 года, с би-садами «We All Go Through» и «No One Calls». На неё были сделаны различные ремиксы, в том числе «Rock Mix». Композиция заняла 16-е место в британском сингловом чарте. Музыкальное видео, снятое режиссёром Уолтером Стерном в августе, отражает интроспективное настроение песни — музыкант изображён в нём смотрящим на свою более молодую версию сквозь зеркало. По мнению Пегга, «Seven» или «Survive» подошли бы лучше на роль первого сингла, считая звучание «Thursday’s Child» слишком «мудрёным и многослойный» по сравнению с «мгновенным акустическим воздействием» этих треков. В Австралии в качестве ведущего сингла была выпущена песня «The Pretty Things Are Going to Hell» (в сентябре). Сопроводительный клип был снят дуэтом Дом и Ник в Нью-Йорке 7 числа. В нём Боуи репетирует песню на сцене, сталкиваясь с различными альтер эго из своего прошлого, что отражает тему стремления избежать столкновения со своим прошлым.
Официальный релиз альбома состоялся (на CD) 4 октября 1999 года на лейбле Virgin Records. В Японии, в качестве бонус-трека, была добавлена песня «We All Go Through». ‘hours…’ пользовался популярностью на родине музыканта, став его первым альбомом попавшим Top-5 UK Albums Chart, со времён Black Tie White Noise (1993), однако, вскоре, сильно просел. В США — наоборот, пластинка отметилась антирекордом заняв лишь 47-е место в чарте Billboard 200, тем самым став первым альбомом Боуи со времён Ziggy Stardust (1972), который не попал в Top-40. Лонгплей пользовался успехом в Европе, отметившись в Top-10 национальных чартов Франции, Германии и Италии, а также в Японии — добравшись до Top-20.
В январе 2000 года последовал выпуск третьего сингла — «Survive» — представленного в виде ремикса английского продюсера Мариуса де Вриса. Он достиг 28-й строчки в UK Singles Chart. В сопроводительном музыкальном видео, снятом Уолтером Стерном, Боуи сидит в одиночестве за столом и ждёт, пока сварится яйцо, после чего начинает парить над землёй; концепция отражает рефлективный характер трека. Для четвёртого сингла была выбрана песня «Seven» (июль 2000 года) — релиз включал её оригинальную демоверсию, а также ремиксы де Вриса и Бека. Композиция отметилась на 32-е месте в британском хит-параде.

## Продвижение
В поддержку альбома был организован одноимённый концертный тур, состоявший из восьми шоу; он начался 23 августа 1999 года и закончился через три месяца, 12 декабря. Первый концерт — ставший первым живым выступлением Боуи со времён Earthling Tour — состоялся в студии Манхэттен-центра. Его снимали для шоу VH1 Storytellers. Перед съёмками продюсер телеканала VH1 Билл Фланаган заявил: «Это будет лучшее, что когда-либо показывалось на VH1. Зачеркните, вероятно это будет лучшее, что вы увидите по телевизору в этом году». Скоращенная версия концерта была показана в эфире VH1 18 октября, его полный вариант был выпущен в 2009 году под названием VH1 Storytellers. Концерт для Storytellers стал последний совместной работой Боуи и Гэбрелса, который сотрудничал с музыкантом с момента образования Tin Machine в 1988 году; Плати сменил его на должности руководителя концертной группы. После смерти Боуи Гэбрелс заявил:
Новые идеи, которые я мог ему предложить, были на исходе. Я боялся, что если останусь, то превращусь в желчного человека. Уверен, вам приходилось сталкиваться с людьми, которые слишком долго занимались одним и тем же делом, и начинали терять уважение к своим роботодателям, а я не хотел стать таким парнем. Самым логичным решением, в тот момент, было уйти и заняться чем-то другим. Я ушёл, сохранив [с Боуи] хорошие отношения.
Концертная группа состояла из бывших участников Earthling Tour, за исключением ударника Зака Элфорда — заменённого на Стерлинга Кэмпбелла. Начиная с конца сентября Боуи неоднократно появлялся на телевидении для продвижения ‘hours…’, в том числе в «Шоу Говарда Стерна», «Позднем шоу с Дэвидом Леттерманом», «За полночь с Конаном О’Брайеном», «TFI Friday» Криса Эванса и «Субботним вечером в прямом эфире». Во время гастролей музыкант отдавал предпочтение небольшим площадкам, за исключением одного выступления на стадионе Уэмбли в ходе благотворительного концерта NetAid в конце октября. Записанные в турне шоу позже были выпущены на альбомах Something in the Air (Live Paris 99) и David Bowie at the Kit Kat Klub (Live New York 99) в рамках серии пластинок объединённых в бокс-сете Brilliant Live Adventures (2020—2021).
Концертная программа состояла из материала ‘hours…’, различных проверенных хитов, таких как «Life on Mars?» (1971) и «Rebel Rebel» (1973), а также песен, которые Боуи не исполнял десятилетиями, вроде «Drive-In Saturday» (1973) и «Word on a Wing» (1976). Также, во время концертов Боуи исполнял песню «Can’t Help Thinking About Me», что стало первым подобным случаем, с 1970 года, когда Боуи материал выпущенный до Space Oddity (1969). Год спустя Боуи перезаписал песню в студии для проекта Toy. Впоследствии пианист Майк Гарсон выразил мнение, что концертные версии ‘hours…’, звучали лучше, нежели их студийные варианты, которые были «недостаточно проработаны», о чём поделился с Бакли. Это мнение поддержал биограф Николас Пегг, который счёл треки ‘hours…’ самыми яркими моментами шоу.

## Отзывы критиков
| Оценки критиков               | Оценки критиков             |
| Источник                      | Оценка                      |
| ----------------------------- | --------------------------- |
| AllMusic                      | [ 48 ]                      |
| Entertainment Weekly          | B−                          |
| Encyclopedia of Popular Music | [ 50 ]                      |
| The Guardian                  | [ 51 ]                      |
| The Independent               | [ 52 ]                      |
| Pitchfork                     | 4.7/10 (1999) 6.2/10 (2021) |
| Q                             | [ 55 ]                      |
| Rolling Stone                 | [ 56 ]                      |
| Select                        | 2/5                         |
| Uncut                         | [ 33 ]                      |

Альбом получил смешанные отзывы от профильной прессы. В числе положительных была рецензия Марка Пэйтресс из Mojo, в который отмечалось, что хоть альбом и «не является шедевром», но, тем не менее, «венчает трилогию, которая представляет собой значительно больше, нежели просто кода к некогда безупречной карьере». Q назвал его «богато текстурированной и эмоционально яркой подборкой песен», добавив, что в музыкальном плане «в этот раз Боуи не равняется ни на кого, кроме себя самого, и он не мог выбрать лучшего образца для подражания». Критик Rolling Stone Грег Тейт проанализировав ‘hours…’ заявил, что он из тех альбомов, которые «начинают нравиться все больше с каждым новым прослушиванием» и «ещё одно подтверждение наблюдения Ричарда Прайора о том, что их называют старыми мудрецами, потому что все молодые мудрецы мертвы». Рецензент издания, Alternative Press охарактеризовала ‘hours…’ как «шедевр», добавив, что в нём «Боуи возвращается к истокам, от которых ему никогда не следовало отходить». В свою очередь, Кит Филипс из The A.V. Club поймал себя на мысли, что альбом «чаще попадает в цель, чем мимо», особенно выделяя песни «Survive», «Seven» и «What’s Really Happening?».
Многие рецензенты критиковали альбом. Так, Адам Свитинг из The Guardian счёл его «скучным и вымученным», за исключением песни «Thursday’s Child». Крис Уиллман согласился с этим мнением на страницах Entertainment Weekly, похвалив «Thursday’s Child» как «самую прекрасную балладу, написанную Боуи за целую эпоху», однако счёл, что остальная часть альбома не дотягивала до её уровня. Барри Уолтерс из Spin также похвалил «Thursday’s Child», однако посетовал, что альбом проходит путь от «многообещающего открытия», до превращения в «ещё одну посредственную, не совсем современную позёрскую рок-запись», оценив его лишь шесть баллов из десяти. Рецензенты The Independent и The Observer сравнивали ‘hours…’ с Hunky Dory, не в пользу новинки — первый назвал его «довольно традиционным» и «не одним из лучших [в дискографии Боуи]», последний — раскритиковал песни как ничем не примечательные. В свою очередь, журналист Time Out описал пластинку как «самую бессмысленную и бессистемную запись Боуи со времён „Tin Machine II“».
Райан Шрайбер из Pitchfork раскритиковал альбом, заявив: «‘hours…’ склоняется к просторному, но, тем не менее, радиоформатному звуку, который передаёт всю жизненную силу и энергию гниющего брёвна». Далее он заявил: «Нет, это не новое дно, но это не означает, что результат не смущает». Публицистка из PopMatters Сара Зупко сочла, что многие треки альбома имеют плохой ритм, что приводит к «откровенно некомфортному состоянию скуки». Рецензентка поставила альбому четыре балла из десяти, подытожив: «Дэвид Боуи слишком хорош для него». Джон Маллен из журнала Select признал альбом шагом вперёд по сравнению с Earthling, однако сравнил Боуи с «более высоколобой» версией Стинга и заключил: «Даже в личном экзорцизме „Seven“ чествуется отсутствие необходимости, это говорит о том, что „исповедательные“ песни — это просто ещё один стиль, к которому примеряется музыкант».

## Наследие
«‘hours…’ является менее агрессивным художественным высказыванием, чем любой другой альбом Боуи с середины 1980-х, но сам по себе он хорош: это сборник пышной, меланхоличной и часто чрезвычайно красивой музыки и необходимая ступенька на пути к более зрелому подходу сочинения песен, который, вскоре, принесёт впечатляющие результаты».
Спустя годы отношение к альбому осталось двойственным. Редактор AllMusic Стивен Томас Эрлевайн отмечал: «Возможно, Hours не станет в один ряд с классическими работами Боуи, но это произведение искусного музыканта, который снова начал получать удовольствие от своего ремесла и не боится позволить вещам развиваться естественным образом». Рецензируя переиздании 2004 года публицист журнала PopMatters назвал трилогию ‘hours…’, Heathen (2002) и Reality (2003) лучшими работами Боуи со времён Scary Monsters, утверждая, что в то время как Outside (1995) и Earthling (1997) продемонстрировали эксперименты Боуи с жанрами, которые в то время уже считались устаревшими, Hours стал свидетельством интереса музыканта к «модному и современному» звучанию, которое, в момент выхода, было «принято на ура». В свою очередь Шон Коллинз из Pitchfork высоко оценил песни «Thursday’s Child» и «The Dreamers», во время обзора ‘hours…’ в 2021 году, но посетовал, что остальные композиции пластинки, особенно «What’s Really Happening?» и «The Pretty Things Are Going to Hell» можно назвать одними из самых слабых работ музыканта.
Биографы Боуи воспринимали пластинку со смешанными чувствами: большинство хвалили отдельные треки, но в целом, находили альбом невзрачным. Так, Бакли называл его «грустным, зачастую горьким альбомом», который кажется недоработанным или недопродюсированным. Тем не менее, писатель хвалил «Survive» и «Something in the Air» как «классику Боуи». О’Лири описывал его как «не доведённым до ума, угрюмым, прекрасным, поверхностным, выдохшимся сборником несвязанных между собой песен, который является наиболее забытым из поздних альбомов Боуи; второстепенная работа, которая знает, что она второстепенна, и скромно гордится этим. Внутри него запрятан прекрасный альбом, просто очень глубоко». Пегг называет продакшен альбома «нагромождённым и невнятным» отмечая, что в целом пластинке «не хватает фокусировки и драйва лучших альбомов Боуи, а также в нём присутствуют нежелательные признаки филлера». Тем не менее, он хвалил «Survive» и «Something in the Air» как напоминание о том, что Боуи по-прежнему был «одним из лучших авторов песен на рок-сцене». Как и Пегг, Пол Трынка выделял определённые треки, такие как «Seven» и «Thursday’s Child», но называл большую часть пластинки «слабой», а также «обескураживающе простецкой [и] иногда навязчиво интимной». Писатель заключал: «Как и в случае с „Space Oddity“ [1969], несмотря на все тонко продуманные моменты, общий результат ‘hours…’, в конечном счёте, проигрывает отдельным компонентам».
Другие биографы воспринимали Hours в более положительном ключе. Критикуя нелинейную последовательность треков, Пероне считает, что альбом выполняет возложенную функцию — послание надежды. Он высоко оценивает возросшую зрелость как в музыкальном, так и в поэтическом плане, а также его явную набожность пронизывающую весь лонгплей, и сравнивает его звучание с Heathen, тем самым делая Hours комплимент. В свою очередь, Шпиц считает, что большая часть ‘hours…’ «столь же сильна, как и три его предшественника». Назвав альбом «лёгкой для восприятия музыкой для непростых людей», он резюмирует: «‘hours…’ — это хорошая пластинка, которую можно поставить на следующее утро после того, как вы сделали что-то досадное». Томпсон характеризует ‘hours…’ «шедевром последних лет» Боуи, отмечая « чувство самодостаточной невинности», примером которого был Hunky Dory. Помимо отдельных треков, он также хвалит продакшен записи как вневременный, «атрибут, на который могут претендовать немногие другие альбомы Дэвида Боуи».
В списках, ранжирующих студийные альбомы Боуи от худшего к лучшему, ‘hours…’ находится на последних местах. В 2013 году Stereogum поместил его на 22-е место (из 25 на тот момент). Майкл Нельсон заявил, что «песни варьируются от приличных до скучных, а иногда и раздражающих». Три года спустя Брайан Ваузенек из Ultimate Classic Rock поместил ‘hours…’ на 22-е место из 26, в первую очередь критикуя вокальную работу Боуи как «усталую», а музыку — как по большей части скучную, за исключением редких интересных мелодий, таких как «Seven» и «Thursday’s Child». В свою очередь Дэвид Саклла назвал ‘hours…’ худшим альбомом Боуи в рейтинге Consequence of Sound 2018 года, посчитав его «скучным и банальным».

### Переиздания
В 2004 году компания Columbia Records выпустила расширенное издание альбома с дополнительным материалом. В январе 2005 года новый лейбл Боуи, ISO Records, переиздал ‘hours…’ в виде комплекта из двух компакт-дисков: оригинальной и бонусного, который включал ремиксы, альтернативные версии песен и би-сайды. В 2015 году альбом был впервые выпущен на виниле. В 2021 году обновлённая версия пластинки была выпущена в составе бокс-сета Brilliant Adventure (1992—2001), в версиях на виниле и компакт-диске.

## Список композиций
Слова и музыка всех песен — написаны Дэвидом Боуи и Ривзом Гэбрелсом, за исключением «What’s Really Happening?» автором текста которой является Алекс Грант..
| №                   | Название                              | Длительность |
| ------------------- | ------------------------------------- | ------------ |
| 1.                  | «Thursday's Child»                    | 5:24         |
| 2.                  | «Something in the Air»                | 5:46         |
| 3.                  | «Survive»                             | 4:11         |
| 4.                  | «If I'm Dreaming My Life»             | 7:04         |
| 5.                  | «Seven»                               | 4:04         |
| 6.                  | «What's Really Happening?»            | 4:10         |
| 7.                  | «The Pretty Things Are Going to Hell» | 4:40         |
| 8.                  | «New Angels of Promise»               | 4:35         |
| 9.                  | «Brilliant Adventure»                 | 1:54         |
| 10.                 | «The Dreamers»                        | 5:14         |
| Общая длительность: | Общая длительность:                   | 47:06        |

| №                   | Название            | Длительность |
| ------------------- | ------------------- | ------------ |
| 11.                 | «We All Go Through» | 4:10         |
| Общая длительность: | Общая длительность: | 51:16        |

## Участники записи
Музыканты
Согласно примечаниям на конверте альбома, а также данным биографа Николаса Пегга.
- Дэвид Боуи: вокал, программирование ударных, 12-струнная гитара, клавишные, продюсерование
- Ривз Гэбрелс: программирование ударных, гитара, программирование синтезатора, продюсирование
- Марк Плати[англ.]: бас, акустическая и электрическая 12-струнная гитара, программирование синтезатора и ударных, меллотрон («Survive»)
- Майк Левескью: ударные, перкуссия
- Стерлинг Кэмпбелл?!: ударные («Seven», «New Angels of Promise», «The Dreamers»)
- Крис Хаскетт[англ.]: ритм-гитара («If I’m Dreaming My Life»)
- Эверетт Бредли: перкуссия («Seven»)
- Холли Палмер[англ.]: бэк-вокал («Thursday’s Child»)
- Маркус Солсбери — бас («New Angels of Promise»)

Технический персонал
- Кевин Пол — звукорежиссёр
- Рёдзи Хата — ассистент звукорежиссёра
- Джей Николас — ассистент звукорежиссёра
- Энди Вандетт — мастеринг

## Чарты
| Чарт (1999)                         | Высшая позиция |
| ----------------------------------- | -------------- |
| Австралия (ARIA)                    | 33             |
| Австрия (Ö3 Austria)                | 2              |
| Бельгия/Фландрия (Ultratop)         | 12             |
| Бельгия/Валлония (Ultratop)         | 12             |
| Canadian Albums (RPM)               | 21             |
| Danish Albums (Hitlisten)           | 7              |
| Нидерланды (Album Top 100)          | 31             |
| Финляндия (Suomen virallinen lista) | 39             |
| Франция (SNEP)                      | 7              |
| Германия (Offizielle Top 100)       | 4              |
| Japanese Albums (Oricon)            | 14             |
| Новая Зеландия (RMNZ)               | 21             |
| Норвегия (VG-lista)                 | 4              |
| Шотландия (Scottish Albums Chart)   | 14             |
| Швеция (Sverigetopplistan)          | 2              |
| Швейцария (Schweizer Hitparade)     | 18             |
| Великобритания (UK Albums Chart)    | 5              |
| США (Billboard 200)                 | 47             |

| Регион | Сертификация | Продажи  |
| --- | ------------ | -------- |
| Франция (SNEP) | Золотой      | 100 000* |
| Великобритания (BPI) | Серебряный   | 60 000^  |
| * Данные о продажах приведены только на основе сертификации. ^ Данные о тиражах приведены только на основе сертификации. |              |          |